# Афросимов, Вадим Васильевич
Вадим Васильевич Афросимов (3 апреля 1930, Ленинград — 25 марта 2019, Санкт-Петербург) — советский и российский физик-экспериментатор, член-корреспондент АН СССР и РАН, лауреат Государственной премии СССР. Доктор физико-математических наук.

## Биография
Окончил Ленинградский политехнический институт (1953).
Работал в Физико-техническом институте им. А. Ф. Иоффе: младший и старший научный сотрудник, зав. сектором, зав. лабораторией, зав. отделом, главный научный сотрудник лаборатории процессов атомных столкновений.
С 23 декабря 1987 года член-корреспондент РАН (в то время АН СССР), по специальности экспериментальная физика на отделении общей физики и астрономии.

### Семья
Жена, дочь.

## Научная деятельность
Учёный в области экспериментальной атомной физики и физики плазмы. Направления научной деятельности:
- физика атомных столкновений,
- элементарные процессы, происходящие при взаимодействии атомных частиц[3][1].

## Награды и премии
- Ленинская премия (1972)[3] — за участие в цикле работ «Элементарные процессы и неупругое рассеяние при атомных столкновениях».
- Государственная премия СССР (1981)[3].